# Leonid Alexandrowitsch Fjodorow
Leonid Alexandrowitsch Fjodorow (russisch Леонид Александрович Фёдоров, * 25. März 1928 in Leningrad; † 1993 in Sankt Petersburg) war ein sowjetischer Skispringer

## Werdegang
Leonid Fjodorow startete bei den Olympischen Winterspielen 1960 in Squaw Valley im Skispringen. Von 45 Teilnehmern belegte er mit Sprüngen auf 83 und 73 Meter den 27. Platz. Von allen Athleten im Skispringen aus der Sowjetunion, schnitt er damit am schlechtesten ab.